# John Murray (2e comte de Dunmore)
Pour les articles homonymes, voir John Murray et Murray.
John Murray, 2e comte de Dunmore (31 octobre 1685 - 18 avril 1752), également vicomte de Fincastle et Lord Murray de Blair, Moulin et Tullimet, est un pair écossais et général de l'armée britannique.

## Biographie
Deuxième fils de Charles Murray (1er comte de Dunmore) (1661-1710) et petit-fils de John Murray (1er marquis d'Atholl), il est héritier des titres et des biens de son père en 1704 à la mort de son frère aîné, James Murray, vicomte Fincastle (1683-1704). Il succède à son père comme comte de Dunmore à sa mort, le 19 avril 1710, à l'âge de quarante-neuf ans.
En 1719, il est l'un des commandants des forces britanniques lors de la capture réussie de Vigo pendant la Guerre de la Quadruple-Alliance.
Il siège à la Chambre des lords en tant que représentant écossais de 1713 à 1715, puis de 1727 jusqu'à sa mort, en 1752.
Il a trois frères plus jeunes, dont deux sont également devenus des généraux de l'armée britannique: le brigadier général Robert Murray (1689-1738) et le lieutenant général Thomas Murray (1698-1764). Le troisième, William Murray (1696-1756), est un partisan du vieux prétendant et en 1746 plaide coupable de trahison mais obtient son pardon et en 1752 succède à son frère comme 3e comte.